# Simmertal
Simmertal település Németországban, Rajna-vidék-Pfalz tartományban. Lakosainak száma 1882 fő (2023. december 31.).

## Népesség
A település népességének változása:
| Lakosok száma | 1427 | 1856 | 1864 | 1885 | 1900 | 1882 |
|               | 1975 | 2017 | 2019 | 2021 | 2022 | 2023 |